# Hervideros de San Jacinto
Los Hervideros de San Jacinto son  una serie de respiraderos hidrotermales en la ladera sureste del volcán Telica en el oeste de Nicaragua, a unos 25 kilómetros de la ciudad de León en el lado oeste del pueblo de San Jacinto. En la superficie, estos manantiales forman charcos de lodo burbujeante (solfataras) y columnas de vapor (fumarolas). Estos manantiales fueron creados en el siglo XVI por una erupción del volcán Santa Clara en el lado suroeste del volcán actual y ahora están en gran parte cubiertos de vegetación.
El lugar está ubicado en una zona relativamente subdesarrollada. Conforma una atracción turística liderada por un grupo de niños. Sin embargo, hay planes para convertir el lugar en una importante atracción turística, incluida la construcción de un hotel.

## Galería

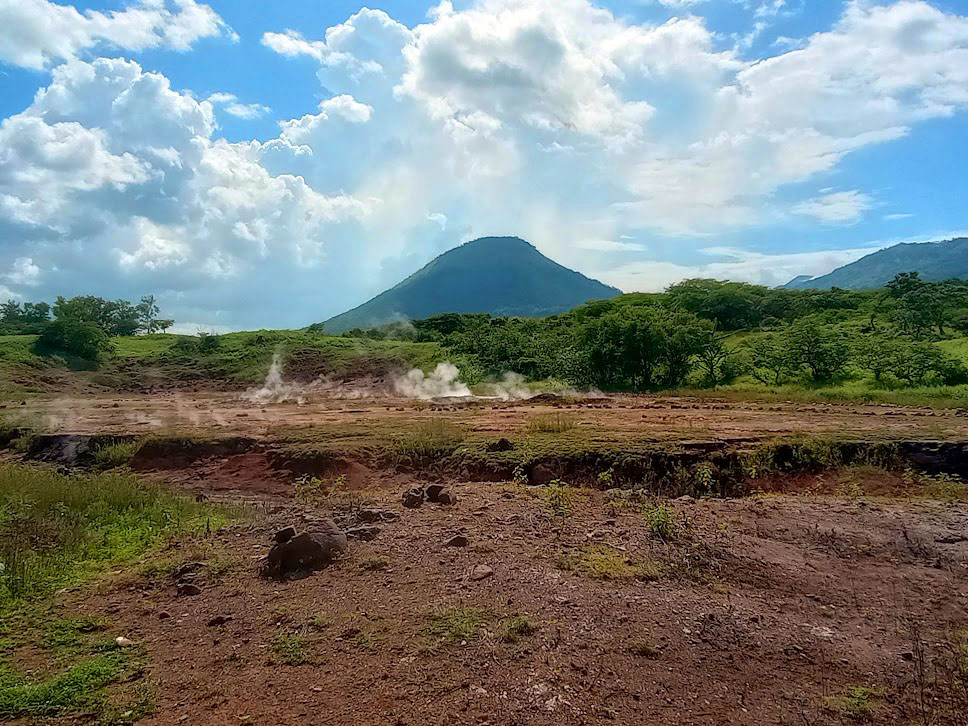
Hervideros de San Jacinto
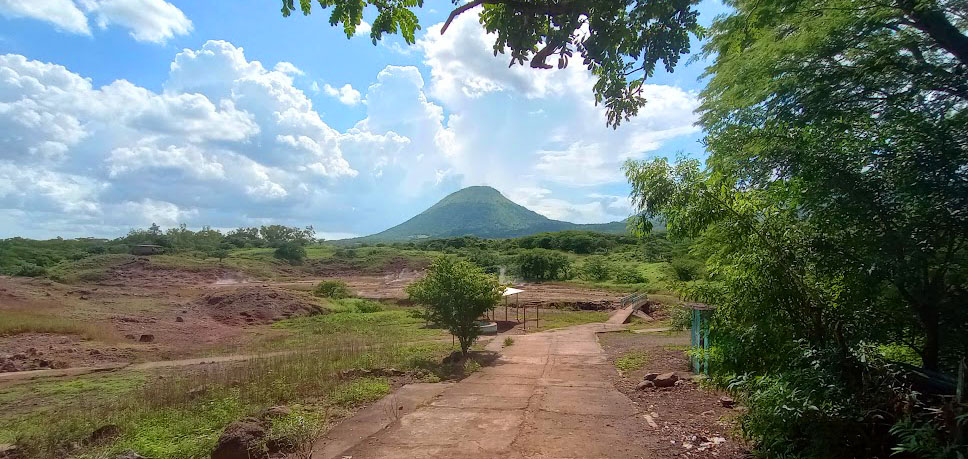
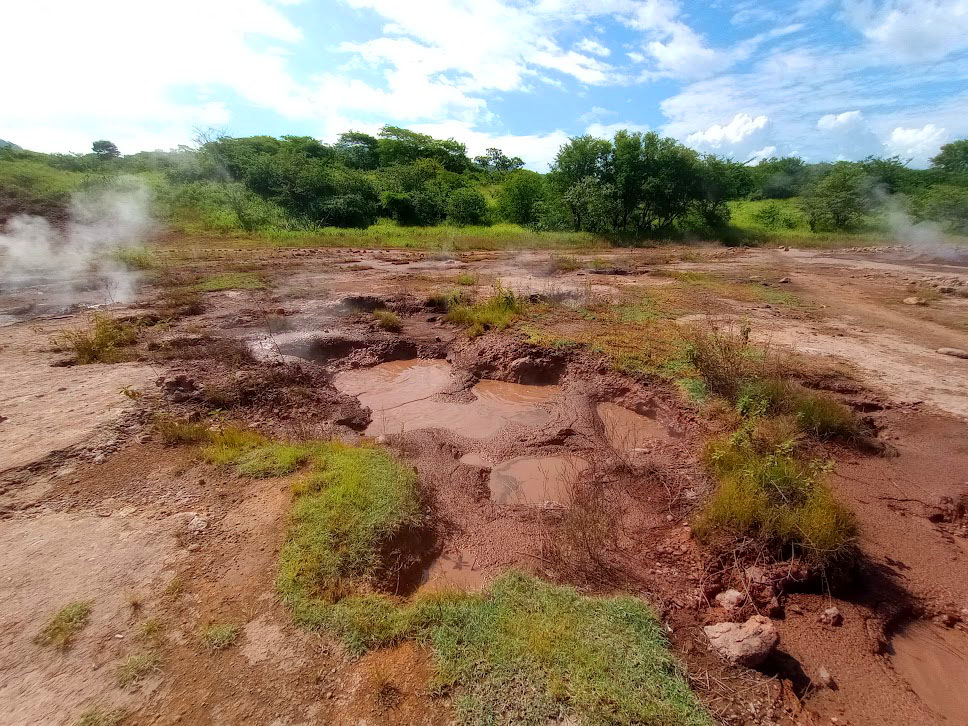
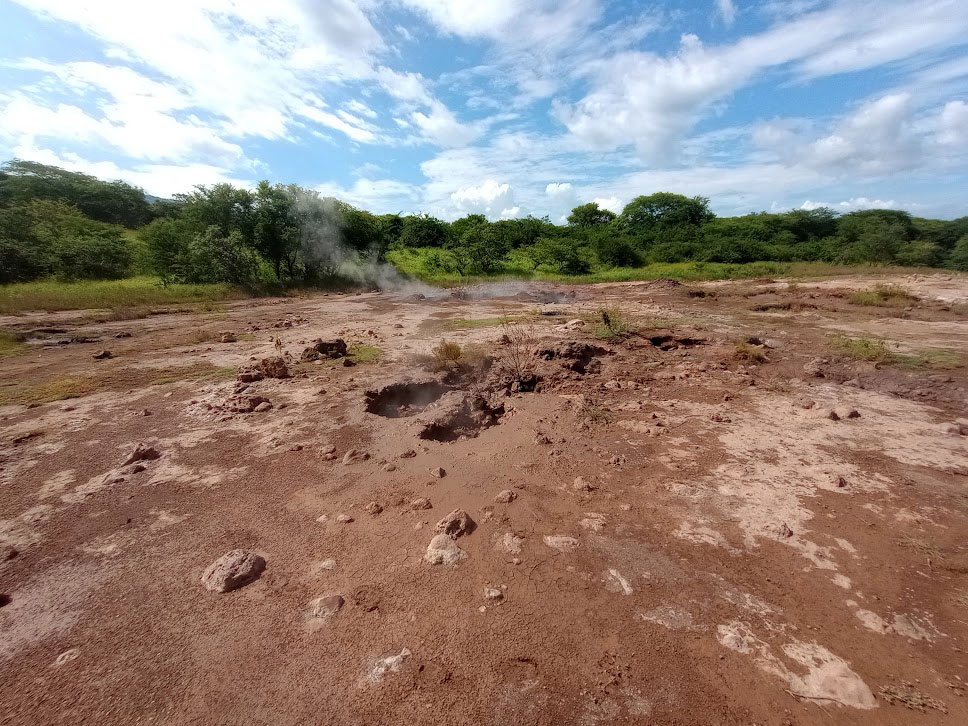